# Новодмитрівка (Генічеський район)
Новодми́трівка (до 1923 року — Джимбулук) — село в Україні, у Генічеській міській громаді Генічеського району Херсонської області, колишній центр сільської ради. Розташоване за 22 км на захід від районного центру і за 8 км від залізничної станції Новоолексіївки на лінії Мелітополь — Джанкой. Населення становить 1141 осіб.

## Історія
Село засноване у 1860 році. Станом на 1886 рік у селі Ново-Троїцької волості Дніпровського повіту Таврійської губернії мешкало 642 особи, налічувалось 92 двори, існувала лавка.
Під час першої російської революції в селі відбувся виступ селян проти поміщика. У січні 1918 року в селі розпочалась радянська окупація.
Під час організованого радянською владою Голодомору 1932—1933 років померло щонайменше 3 жителі села.
Під час німецько-радянської війни 226 жителів села воювали проти німецьких військ, з низ 54 чоловіка нагороджені орденами і медалями СРСР. На вшанування пам'яті воїнів-земляків, що загинули, у селі споруджено пам'ятник.
На початку 1970-х років в селі було 292 двора і мешкало 1 156 осіб. Працював колгосп «Червоний Сиваш», за яким було закріплено 6,6 тисяч га сільськогосподарських угідь, у тому числі 6 тисяч га орної землі, 120 га саду і виноградника. Головними напрямами діяльності господарства були вирощування зернових культур, м'ясо-молочне тваринництво, виробництво вовни. На заплавних землях було організоване ставкове господарство, де розводили коропа, кефаль, білого амура. Також на той час працювали середня школа (330 учнів, 23 вчителя), будинок культури із залом на 450 місць, фельдшерсько-акушерський пункт із пологовим відділенням, два дошкільні дитячі заклади, бібліотека, відділення зв'язку, був проведений водопровід.
12 червня 2020 року, відповідно до Розпорядження Кабінету Міністрів України № 726-р «Про визначення адміністративних центрів та затвердження територій територіальних громад Херсонської області», увійшло до складу Генічеської міської громади.
17 липня 2020 року, в результаті адміністративно-територіальної реформи та ліквідації  колишнього Генічеського району увійшло до складу новоутвореного Генічеського району.
24 лютого 2022 року село тимчасово окуповане російськими військами під час російсько-української війни.

## Населення
Згідно з переписом УРСР 1989 року чисельність наявного населення села становила 1219 осіб, з яких 588 чоловіків та 631 жінка.
За переписом населення України 2001 року в селі мешкало 1135 осіб.

### Мова
Розподіл населення за рідною мовою за даними перепису 2001 року:
| Мова       | Відсоток |
| ---------- | -------- |
| українська | 83,26 %  |
| російська  | 8,15 %   |
| білоруська | 1,67 %   |
| угорська   | 0,09 %   |
| інші       | 6,83 %   |